# Megàpode de Geelvink
El megàpode de Geelvink (Megapodius geelvinkianus) és una espècie d'ocell de la família dels megapòdids (Megapodiidae) que viu a l'illa de Biak i altres properes, a la badia de Cenderawasih, al nord-oest de Nova Guinea. S'ha considerat una subespècie del megàpode de Freycinet